# Allée couverte de Kerrivalan
L' allée couverte de Kerrivalan est située à Plélauff dans le département français des Côtes-d'Armor.

## Description
Le monument a été en partie démantelé par des carriers. Il a été fouillé en 1974 et les fosses de calage des orthostates ont pu être retrouvées. Seuls les côtés ouest et environ la moitié du côté sud-ouest sont encore en place. Il demeure une unique table de couverture à plat au sol. Les dalles sont en schiste et quartzite. L'allée couverte est orientée est-ouest. Elle mesure 11,50 m de longueur pour 2 m de largeur. La hauteur sous dalle devait être d'environ 1,80 m. La chambre mesure 9 m de long. Elle comporte une étroite entrée latérale dans l'angle nord-est débouchant sur un vestibule semi-circulaire. Le sol de l'allée était pavé.
Les fouilles ont permis de recueillir quatre haches polies, un poignard en silex blond et un fragment d'un grand vase décoré d'incisions. La datation au C14 des charbons de bois a donné une période comprise entre 1 730 +/- 110 BC et 1 730 +/- 110 BC, soit la toute fin du Néolithique.